# مقاطعة سميث (تكساس)
مقاطعة سميث (بالإنجليزية: Smith  County)‏ هي إحدى المقاطعات في ولاية تكساس، الولايات المتحدة الأمريكية.

## أعلام
- تيرينس ماكجي
- إيفرت براون
- دوروثي سكاربورو